# Tebe (città moderna)
Tebe (in greco Θήβα?, Thìva) è un comune della Grecia, situato nella periferia della Grecia Centrale (unità periferica della Beozia) con 36086 abitanti secondo i dati del censimento 2001.
A seguito della riforma amministrativa detta Programma Callicrate in vigore dal gennaio 2011, che ha abolito le prefetture e accorpato numerosi comuni, la superficie del comune è ora di 830 km² e la popolazione è passata da 23 820 a 36 086 abitanti.
La città moderna è un mercato agricolo. Possiede industrie chimiche e tessili, queste ultime dedicate soprattutto alla lavorazione della seta (che iniziò a fiorire nella zona a partire dall'XI secolo) e della lana.

## Storia
In età antica, Tebe (in greco antico: Θῆβαι?, Thèbai) fu una delle più importanti poleis del mondo greco. Uno dei principali centri politici già nell'VIII secolo a.C., nel VII fu a capo della Lega beotica. Durante le guerre persiane (V secolo a.C.), fu alleata dei Persiani. Durante la Guerra del Peloponneso, fu alleata di Sparta contro Atene. Nel 371 a.C. sconfisse Sparta nella battaglia di Leuttra. L'egemonia tebana terminò con la battaglia di Mantinea, dove trovò la morte il condottiero Epaminonda. Dopo la battaglia di Cheronea (338 a.C.), dovette ospitare una guarnigione macedone. Fu distrutta da Alessandro Magno e poi ricostruita nel 316 a.C. Sotto Roma, fece parte della provincia di Acaia. Dal I secolo a.C. decadde fino a ridursi ad un villaggio. Nell'XI secolo vi fiorì l'industria della seta e nel 1205 fu capitale del Ducato di Atene. A partire dal 1460, con la conquista turca, tornò a decadere.
La città fu ricostruita dopo il terremoto del 1893. Oggi ospita un museo archeologico. A dominare il centro vi è l'antica Rocca Cadmea.